# 丁曉雯
丁曉雯（1963年10月2日—），台灣音樂製作人及女歌手。

## 早年
丁曉雯對音樂的喜愛自小時候開始，年幼時她經常和家人一起看「群星會」，和哥哥一起聽黑膠唱片「學生之音」，也常常跟著音樂模仿歌星唱歌。丁曉雯在學生時期，作文課寫的新詩常獲得老師正面的評語，而她也認為後來會從事歌詞創作也有一部分是因為當時國中的寫作培養以及後來民歌運動的啟蒙。
80年代，丁曉雯就讀輔仁大學的大眾傳播學系，主修廣告、電影、電視、攝影。當時，她和好友一起參加輔大青韻獎，獲得第一屆創作組冠軍。隔年，她參加了校外的比賽「全國大專創作歌謠比賽」（簡稱大學城創作歌謠賽），獲得創作組第二名及最佳演唱獎（創作曲為「神話」，演唱曲為陳文玲寫的「告白」）。第三屆再次參賽，以「如果能夠」獲得創作組第二名，這些獎項也成為後來出大學城合輯「飛揚的青春」並成為歌手的契機。

## 事業
大學城合輯「飛揚的青春」發行之後，丁曉雯被飛碟唱片老闆吳楚楚簽下，和林隆璇合發了「走出校園以後」專輯。錄製唱片的過程中，丁曉雯接觸到製作唱片的各個面向，覺得十分感興趣，因此後來轉做幕後工作，離開了飛碟唱片、加入滾石唱片，跟著李宗盛一起製作唱片。
當時從製作助理開始的丁曉雯，累積了和許多大師級製作人合作的經驗，包括跟沈光遠製作潘越雲「紗的吻」、跟李宗盛製作陳淑樺「女人心」以及跟李泰祥製作唐曉詩「上了你癮」等。丁曉雯首度自己擔綱製作人的第一張專輯為梅豔芳「烈焰紅唇」。
在台灣音樂產業蓬勃發展的1990年代，丁曉雯為王傑「你是我胸口永遠的痛」一曲填詞，這首歌搭配當年王家衛的電影「旺角卡門」（台灣片名:熱血男兒），是當時獲得市場成功的熱門歌曲，也成為了丁曉雯的歌詞成名作。後來，丁曉雯陸陸續續發表歌詞作品，如小虎隊的「青蘋果樂園」、林憶蓮「愛上一個不回家的人」、張學友「祝福」、陳淑樺「愛得比較深」、譚詠麟「青春夢」、鳳飛飛「我的愛、我的夢、我的家」等。
由於起初以歌手的身份進入音樂產業，丁曉雯發過多次大學城合輯，並與林隆璇一同合發「走出校園以後」專輯。2014年，丁曉雯舉辦了出道30年來第一場個人演唱會及出版個人音樂小傳「每個人心中都有一首歌」。丁曉雯亦擔任過許多音樂相關比賽的評審工作，擔任評審的場合包括金鐘獎、金曲獎、湖南衛視「我是歌手」、民視「明日之星Super Star」、抖音「看見音樂計畫」等。現在丁曉雯仍為電視綜藝節目音樂單元之常態性評審。除了擔任評審，丁曉雯也時常受邀擔任活動和廣播節目的主持，包括演唱會類型活動，如「臺北廣播電臺年度活動『邁向107—幸福滿滿派對』演唱會」、「臺北市立交響樂團『你是我所有的回憶 – 無痕音樂會』」、「輔仁大學『那一段輔仁's幸福時光 – 520民歌演唱會』」等，也有講座類型活動，如「羅大佑講座『音樂與電影的故事』」和「翁倩玉版畫作品展座談會」等，另外也有其他音樂類活動如「張心傑專輯發佈記者會」和「大學城創作歌謠比賽」等，以及廣播節目「曉雯老師不唱歌」等。

## 代表作
丁曉雯至今已發表逾400多首作品，歷年代表作有：
| 歌名                                           | 歌手           |
| 你是我胸口永遠的痛                             | 王傑、葉歡     |
| 青蘋果樂園、週末嘉年華、愛情變化球             | 小虎隊         |
| 愛上一個不回家的人、你給我的愛不是愛、哈囉寂寞 | 林憶蓮         |
| 有情人總被無情傷                               | 歐陽菲菲       |
| 祝福、偷心、紅色、最後一封信、如果你懂         | 張學友         |
| 殘缺的溫柔                                     | 葉瑷菱         |
| 愛得比較深、和你一樣、柔弱女子                 | 陳淑樺         |
| 曾經愛過、不變是你永遠是我                     | 張信哲         |
| 捨不得你、相逢不恨晚                           | 鄭秀文         |
| 痴心的我、似夢迷離                             | 邰正宵         |
| 青春夢                                         | 譚詠麟         |
| 在自己的房間裡                                 | 葉蘊儀         |
| 像霧像雨又像風、好聚好散、慢慢地陪著你走       | 梁雁翎         |
| 你是我的人、放手                               | 那英           |
| 我的愛我的夢我的家                             | 鳳飛飛         |
| 那又如何                                       | 林曉培         |
| 胭脂扣、烈燄紅唇、心仍是冷                     | 梅豔芳         |
| 諾言                                           | 李翊君         |
| 燭光                                           | 任賢齊         |
| 你是我心內的一首歌                             | 王力宏、任家萱 |

## 演唱
| 歌名           | 專輯                                                 | 發表年份 |
| 告白、神話     | 第二屆全國大專創作歌謠比賽優勝紀念專輯               | 1985     |
| 如果能夠       | 第三屆全國大專創作歌謠比賽優勝紀念專輯《飛揚的青春》 | 1986     |
| 喝完這杯你再走 | 亞洲唱片1986新人獎紀念專輯                           | 1986     |
| 全專輯         | 丁曉雯、林隆璇專輯《走出校園以後》                   | 1987     |
| 我們的歌       | 單曲                                                 | 2012     |
| 新月映舊夢     | 單曲                                                 | 2014     |

## 專輯
丁曉雯至今已製作逾40多張專輯，其中包含：
| 歌手   | 專輯             |
| 那英   | 征服             |
| 梅豔芳 | 烈焰紅唇         |
| 梁雁翎 | 像霧像雨又像風   |
| 鄭秀文 | 值得             |
| 周海媚 | 日出愛情         |
| 邰正宵 | 痴心的我         |
| 蔣志光 | 多情多寂寞       |
| 高慧君 | 認真的女人最美麗 |
| 豹小子 | 說變就變         |
| 黃小琥 | 她的歌           |
| 高勝美 | 刻骨銘心         |
| 羅文聰 | 真情放袂開       |
| 羅美玲 | 生日領悟         |
| 陳崴   | 危險天使         |

## 主持

### 廣播節目
- 台北廣播電台《曉雯老師不唱歌》

## 演唱會
| 演唱會                                             | 地點             | 年份 |
| 大學城30周年演唱會「大學城的青春迴響曲」           | 台北國際會議中心 | 2013 |
| 丁曉雯個人演唱會「每個人心中都有一首歌」           | 台北國父紀念館   | 2014 |
| 民歌傳奇在台中 – 丁曉雯的說唱音樂會                | Legacy台中       | 2015 |
| 臺北市立交響樂團「你是我所有的回憶----無痕音樂會」 | 大安森林公園     | 2017 |

## 獎項
| 年份 | 獎項                                                        |
| 1984 | 輔仁大學青韻獎歌謠大賽《把握》創作歌謠組冠軍                |
| 1985 | 第二屆全國大專創作歌謠比賽 《神話》創作組第二名暨最佳演唱獎 |
| 1986 | 第三屆全國大專創作歌謠比賽 《如果能夠》創作組第二名         |
| 1986 | 亞洲唱片1986新人獎                                          |